# Блог
Блог, блоґ (англ. blog, від web log — «мережевий журнал чи щоденник подій») — це вебсайт, головний зміст якого — регулярно додавані записи, зображення чи мультимедіа. Для блогів характерні короткі записи тимчасової значущості.

## Термінологія
- Блогерами називають людей, які ведуть блог.
- Сукупність всіх блогів в Інтернеті прийнято називати блогосферою.
- Пост або допис (окреме повідомлення блогу) має заголовок, дату публікації, зміст (інформаційне наповнення блогу). Як правило, до кожного посту читачі можуть залишити коментарі (відгуки до публікації) за допомогою простої Web-форми.

## Історія
За версією газети Вашингтон профайл (англ. Washington Profile), першим блогом вважають сторінку Тіма Бернерса-Лі, де він, починаючи з 1992 року, публікував новини[джерело?].
Влітку 1996 року автор одного з перших онлайн-щоденників Джастін Голл написав у своєму щоденнику, що, в обмін на місце для ночівлі, навчить створювати вебсторінки, і вирушив у подорож Сполученими Штатами. Вперше термін «веблог» у 1997 використав блогер Йорн Бергер, а в 1999-му Пітер Мергольц (англ. Peter Merholz) розбив цей термін на «we blog» («ми бложимо»).
У липні 1999 року, Ев Вільямс, засновник компанії «Pyra Labs» який створив набір скриптів для полегшення процесу дописів у своєму блозі, випустив цей скрипт як продукт компанії під назвою Blogger. Це була перша безкоштовна блогова служба. Згодом Blogger був викуплений компанією Google.
- 2006 року після позову компанії «Apple» (2004 р.) на блогерів, було винесено рішення суду про те, що вони володіють тими ж правами по нерозголошенню джерел інформації, що й журналісти.
- Популярність блогосфери зумовлена насамперед можливістю використання таких недоступних раніше інструментів, як RSS, trackback та ін.

Відмінністю блогів від щоденникових записів є те, що перші зазвичай передбачають сторонніх читачів, які можуть вступити в публічну дискусію з автором (наприклад, у коментарях до запису).

## Типова анатомія блога
Вміст блога можна уявляти собі як стрічку, на якій в хронологічному порядку згідно з датами їхньої публікації блогером йдуть дописи, так звані пости, один за одним. Оскільки з часом у блозі накопичується багато постів, зазвичай ця стрічка займає кілька вебсторінок, так що найновіший пост займає верхню частину першої сторінки, і чим давніше, тим нижче від нього містяться попередні пости, скажімо, всі пости за останній тиждень; друга сторінка тоді присвячена постам за тиждень до того, третя сторінка ще давнішим, і так далі. Як правило, сторінки блога також містять посилання на архів блогу, тобто на попередні пости згруповані по місяцях і роках. Отже навігація блога в хронологічному порядку є дуже легкою.
Окрім того у багатьох системах блогування можливо призначати категорії постам. Ці категорії відбивають тематику постів, як наприклад, «програмування», «поетика», «сімейні справи» й тому подібне. Тоді відвідувачі блога, які цікавляться думками блогера щодо програмування, можуть за посиланням на цю категорію перейти до всіх існуючих постів автора, присвячених цьому предмету.
Типово окремий пост у блозі має заголовок, дату публікації, власне, зміст, який складається з гіпертексту (думки автора, цитати тощо), посилань на інші сайти та блоги в Інтернеті, інколи зображень чи навіть відео. Також пост містить коментарі до нього, залишені відвідувачами та просту вебформу, за допомогою якої вони долучають ці коментарі.

## Різновиди блогів
- За автором (авторами):
  - Особистий (авторський, персональний) блог — ведеться однією особою (як правило — його власником);
  - «Примарний» блог — ведеться від імені чужої особи невизначеною персоною;
  - Колективний або соціальний блог — ведеться групою осіб за правилами, які визначає власник;
  - Корпоративний блог — ведеться усіма співробітниками однієї організації;

- За наявністю мультимедіа:
  - Текстовий блог — блог, основним змістом якого є тексти;
  - Фотоблог — блог, основним змістом якого є фотографії;
  - Музичний блог — блог, основним змістом якого є музичні файли;
  - Подкаст і блогкастинг — блог, основний зміст якого надиктовується та викладається у вигляді аудіофайлів, наприклад, MP3-файлів;
  - Відеоблог — блог, основним змістом якого є відеофайли;

- За особливостями змісту:
  - Контентний блог — блог, який публікує первісний авторський текст;
  - Мікроблог — блог, дописами в якому є короткі щоденні новини з власного життя користувачів (див. Мікроблогінг)
  - Мониторінговий блог — блог, основним змістом якого є відкоментовані посилання на інші сайти чи блоги;
  - Цитатний блог — блог, основним змістом якого є цитати з інших блогів;
  - Сплоґ — спам-блог;

- За технічною основою:
  - блог Stand-alone — блог на окремому хостингу та рушії (CMS);
  - блог на блог-платформі — блог, який ведеться на потужностях блог-служб (LiveJournal, LiveInternet та ін.);
  - Моблог — мобільний блог, який наповнюється з мобільних чи портативних пристроїв;

## Роль та популярність блогів
Надзвичайна популярність блогів зумовлена двома головними обставинами: по-перше, публікувати інформацію в Інтернеті за допомогою блогів досить легко — фактично, створення нового посту зводиться до набирання його тексту у відповідному полі та відправки його на сервер шляхом натисканням кнопки «Публікувати» (англ. Publish) або подібної. Після цього пост зберігається на сервері, який автоматично формує вебсторінки, різні посилання, додає стиль форматування тощо (такі серверні програми називаються системами управління змістом — англ. Content Management Systems або CMS). Тому користуватися блогом не важче, ніж простим текстовим редактором. Друга причина — це моментальна доступність в Інтернеті опублікованої інформації; існують декілька безкоштовних блогових платформ (наприклад WordPress або LiveJournal), де будь-хто може зареєструватися та вести свій блог. Блоги періодично скануються Інтернет-пошуковиками, такими як Google, Yahoo!, та ін.
Саме з цих характеристик — мобільності та доступності блогів — випливає їх визначна роль у творенні інформаційного суспільства, реалізації свободи слова, боротьбі за права людини у світі, та й просто у комунікації та обговоренні будь-яких ідей поміж людьми. Визнанням великої соціальної ролі блогосфери у боротьбі за права та свободи людей стала нещодавня публікація так званого «Довідника блогерів та кібер-дисидентів» (Handbook for Bloggers and Cyber-dissidents) асоціацією «Репортери без кордонів» (Reporters without Borders), який є вільним для використання та поширення і служить прекрасним вступом як до основ ведення блогу і різних його аспектів, так і до застосування блогів як зброї для боротьби з тоталітарними урядами та цензурою. Одним з багатьох прикладів соціальної ролі блогів можна вказати відомий Interdictor's блог на LiveJournal [Архівовано 30 жовтня 2005 у Wayback Machine.], який був присвячений урагану «Катріна» і вівся хлопцем, який залишився у Новому Орлеані і кожні кілька годин сповіщав про розгортання трагічних подій, що у той час сприяло підбуренню суспільної думки проти занадто повільної реакції Білого Дому.
Більшість блогів приватного характеру становлять інтерес лише для невеликої групи людей, які можуть бути знайомі з автором або цікавляться його думками та коментарями щодо подій у світі, фахової діяльності, родинного життя, мистецтва тощо. Тільки деякі з них стають відомими блогерами, нові пости яких можуть отримувати десятки або сотні коментарів.

## Українська блогосфера
За даними Яндекса, станом на кінець 2009 року українська блогосфера налічувала більше півмільйона блогів, з яких активними (тобто такими, що оновлювались хоча б раз на три місяці) є 15 %.
Колись була найпопулярніша платформа серед українських блогерів — це LiveJournal. Станом на 20 травня 2010 р. кількість блогів у livejournal, у профілі яких заявлена Україна як місце проживання власника блога, становила близько 256 тис..
Окрім того, наявна певна кількість блогів на інших платформах, — англомовних та російських (Blogger.com, LiveInternet.ru, Diary.ru, Mail.ru, Twitter); спільнота stand-alone-блогерів; та кілька спільнот на українських блогерських платформах (Bigmir.net, Blox.ua, Meta.ua, ВКурсі.ком, в минулому — Hiblogger.net).
Серед українських інтернет-видань поширена практика створення блогів для своїх авторів та відомих людей — свої блоги відкрили сайти Корреспондент, Українська правда, Новинар та ін.. Окрема блогова платформа для своїх прихильників була створена перед виборами 2007 року політичною силою «Народна самооборона» Юрія Луценка. Власні блоги також мають Юлія Тимошенко[джерело?] та Сергій Тігіпко[джерело?].
У травні 2007 року був започаткований проєкт Blogoreader — перший в українському інтернеті проєкт, котрий висвітлює українську блогосферу — її головні події та новини.
У лютому 2008 року світ побачив проєкт, який так і називається — Українська блогосфера. Метою цього проєкту став розвиток української блогосфери, а в першу чергу — її автономної частини: самостійних українських блогів, створених на власних хостингах з допомогою CMS на зразок Wordpress чи подібних.
У квітні 2010 р. стартував блоговий проєкт ВКурсі.ком — перша українська мережа авторизованих блогів напівзакритого типу. Реєстрація нових користувачів ВКурсі.ком можлива виключно через електронне запрошення дійсних дописувачів, у мережі дозволено реєструватись тільки під справжніми ім'ям та прізвищем, заборонено передрук чи публікацію неавторських матеріалів. ВКурсі.ком є відкритим до читання для незареєстрованих користувачів, тоді як можливість коментування обмежена колом зареєстрованих авторів. Серед блогерів ВКурсі.ком — переважно журналісти, літератори, громадські активісти, студенти та політики з кількох українських областей. У жовтня 2010 р. блогосфера ВКурсі.ком розпочала ексклюзивні чат-конференції з відомими людьми України, першою із яких стала конференція з політологом, заступником Голови партії «Сильна Україна» Костем Бондаренком.
У грудні 2010 народився проєкт TexnoNews — перший блог про мобільні пристрої українською мовою.
Багато українських письменників ведуть блоги. Виокремилася категорія театральних блогерів.
У жовтні 2015 року відеоблогери з України на сайті YouTube об'єдналися в компанію україномовних блогерів, яку назвали «YouthTube(ЮС)». Мета YouthTube — консолідувати зусилля для створення якісного розважального контенту українською мовою, який в майбутньому зможе конкурувати з російськомовним YouTube та українськими блогерами, які розмовляють російською.

### Блогкемп 2007 у Києві
Блогкемп 2007 — це подія для блогерів із країн Східної Європи та Центральної Азії, яка пройшла у Києві 13-14 жовтня 2007 року. Окрім блогів, на конференції обговорили соціальні та нові медіа взагалі, громадянську журналістику та веб 2.0.

### Сервіси, які дозволяють вести власний блог
Блог-сервіс (блог-служба, блог-платформа, блогохостинг) — це відкритий сервіс, що надає користувачу зручний інструмент, який дозволяє вести блог без потреби самостійно займатися обслуговуванням програмного забезпечення на сервері. Для початківця — це відносно легкий спосіб швидко завести собі блог. Попри видимі переваги мають такі служби і ряд недоліків (про них читайте нижче).
«Wordpress.com» — сервіс, що дозволяє вести блог з використанням популярної системи керування вмістом wordpress. Користувач легко отримує повноцінний блог з можливість налаштовувати його вигляд та переглядати статистику. Мінусом є наявність сторонньої реклами при використанні безкоштовного облікового запису.
Блог-сервіс — LiveJournal («живий журнал», ЖЖ). LiveJournal — блог-платформа для розміщення on-line'ових щоденників, або ж інших блогів («щоденників», «журналів»). Пропонує звичайний для блогів набір функцій: можливість писати власні публікації, їх коментування читачами, тощо. Є додаткові функції, більшість із яких доступні безкоштовно. Вам буде наданий у користування безкоштовний обліковий запис типу ваше_ім'я.livejournal.com. Підтримується ведення колективних блогів. ЖЖ також дозволяє брати участь, створювати і писати до спільноти (англ. community). Адреса кожної спільноти виглядає так: community.livejournal.com/назва_спільноти. Присутня можливість додавати інших користувачів ЖЖ в свій список читання.
Дрімвідз (англ. Dreamwidth) — служба ведення онлайн-блогів, побудована на кодовій основі «Живого журналу». Вона є одним з форків версій LiveJournal.com, опрацьованих колишніми співробітниками «Живого журналу» Деніз Паолуччі та Марком Смітом. Ідея народилася з бажання створити нову спільноту, засновану на відкритому доступі, прозорості, свободі і повазі. Проєкт був проголошений 11 червня 2008. Відкриту бета-версію було запущено 30 квітня 2009. Після 2016 року, коли сервери російськомовного сегменту Живого Журналу фізично перемістилися на РФ, помітна частина блогерів скопіювала або перемістила свої журнали до платформи Dreamwidth.
Вже вище згадувався Blogger — сервіс для ведення блогів, яким зараз володіє компанія Google. За допомогою даного сервісу будь-який користувач може легко завести собі власний блог. Користувач отримує блог з адресою, яка закінчується на .blogspot.com. Є можливість вибирати різний вигляд блогу шляхом вибору відповідного шаблону та можливість модифікувати вигляд блогу за допомогою спеціальних візуальних гаджетів. Також забезпечена можливість прямого втручання в HTML код, таким чином забезпечується можливість вбудовування власних html стилів, скриптів і т. ін. Є можливість заробляти на рекламі ставши партнером Google AdSense. Дозволяє вести колективний блог.
Blog.net.ua(2007) — перший український автоматичний сервіс безкоштовних блогів. Давав можливість створити безкоштовний блог на 100 Мб типу ваше_ім'я.blog.net.ua.
Blox — інтернет-сервіс, що безкоштовно надає вам можливість вести інтернет-щоденники (блоги).
Енігма — популярна українська блог-платформа, яка дозволяє будь-якому користувачу завести власний блог та ділитись своїми думками серед україномовних читачів. На сайті Енігма також можна підписуватись на цікаві теми, улюблених авторів, писати статті та спілкуватись про все, що відбувається у світі

### Незалежні блоги
Зазвичай незалежні блоги (окремий домен + хостинг) заводять ті, кому не вистачає можливостей блог-служб. Ці особи в свою чергу є більш технічно освіченими. В УАнеті (український сегмент мережі Internet) незалежні блоги ведуть в основному IT-спеціалісти.

### Рушій для блогу
В мережі Internet є достатньо безкоштовних якісних систем керування вмістом (CMS), що є набором спеціальних програм (скриптів), які слугують для управління інформацією на сайті.
До популярних систем такого ґатунку можна віднести: WordPress, Drupal, Joomla, TextPattern, Jekyll.
Якщо раніше для додавання статті на блог потрібно було вручну вставити її в код сторінки, то за допомогою CMS буде достатньо зайти під своїм логіном на власний блог в панель адміністрування і заповнити відповідну форму. А все інше зробить скрипт (опублікує статтю, поставить посилання, тощо).
Насправді, існує багато безкоштовних рушіїв написаних саме для блогосфери, проте, україномовних майже не має.
Перекладений інтерфейс українською мовою у: WordPress, Joomla, TextPattern